# Haarbalgmilben
Als Haarbalgmilben bezeichnet man Milben, die in den Haarbälgen (Haarfollikeln) von Säugetieren parasitieren. Die zahlreichen, meist wirtsspezifischen Arten gehören alle zur einzigen bekannten Gattung Demodex (von altgriechisch demos ‚Talg‘ und dex ‚Holzwurm‘) in der Familie Demodicidae. Sie wurden 1842 von Gustav Simon entdeckt.

## Übersicht
Haarbalgmilben sind kleine kegelförmige Milben von etwa 100 bis 400 µm Länge. Sie bestehen aus dem Mundbereich (Gnathosoma), dem Vorderteil (Podosoma) mit vier stämmigen Beinpaaren, die am Ende kleine stumpfe Klauen tragen, sowie dem Hinterleib (Opisthosoma). Körper und Beine haben keine Borsten. Tracheen fehlen, der Darm ist rudimentär.
Von ihren Entwicklungsstadien Ei, Larve, Protonymphe, Nymphe und Adultus entfällt vereinzelt das Stadium der Protonymphe. Unter besonderen Bedingungen kann ein Befall beim Wirt zu Erkrankungen der Haut führen, die als Demodikosen bezeichnet werden.
Die beiden die menschliche Haut besiedelnden Arten, Demodex folliculorum und Demodex brevis, sind meist als harmlose (Ekto-)Kommensalen anzusehen. Die fast durchsichtigen, bis 0,4 mm langen Tiere sind bei nahezu allen Menschen höheren Lebensalters anzutreffen und ernähren sich vom Sekret der Talgdrüsen. Eine Verbindung mit Rosazea und Entzündungen der Meibomschen Drüsen (ein Drüsentyp, der für den dickflüssigen Anteil der Tränenflüssigkeit verantwortlich ist, der als Evaporationsschutz dient) über die Querkontamination mit dem Bakterium Bacillus olerinus ist in Diskussion.
Die Eradikation der Milben erfolgt mit Isoxazolinen wie Lotilaner oder mit Hilfe intensiver Lichtpulse.

## Systematik
2009 gab Clifford Desch die Anzahl der Arten mit 86 an, darunter:
- Demodex antechi
- Demodex brevis: Haarbalgmilbe des Menschen
- Demodex bovis: Haarbalgmilbe der Rinder
- Demodex canis: Haarbalgmilbe des Hundes, siehe auch Canine Demodikose
- Demodex caprae: Haarbalgmilbe der Ziegen
- Demodex cati: Haarbalgmilbe der Katzen, siehe auch Demodikose der Katze
- Demodex caviae: Haarbalgmilbe der Meerschweinchen
- Demodex cornei: Haarbalgmilbe des Hundes (→ Canine Demodikose)
- Demodex equi: Haarbalgmilbe des Pferdes
- Demodex folliculorum: Haarbalgmilbe des Menschen
- Demodex gapperi
- Demodex gatoi: Haarbalgmilbe der Katzen (→ Demodikose der Katze)
- Demodex injai: Haarbalgmilbe des Hundes (→ Canine Demodikose)
- Demodex ovis: Haarbalgmilbe der Schafe
- Demodex phyloides: Haarbalgmilbe der Schweine